# Lajos Szűcs (ur. 1973)
Lajos Szűcs (ur. 8 sierpnia 1973 w Budapeszcie) – węgierski piłkarz występujący na pozycji bramkarza. W swojej karierze trzy razy zagrał w reprezentacji Węgier. Od 2006 roku jest zawodnikiem klubu Lombard Pápa.

## Kariera klubowa
Karierę piłkarską Szűcs rozpoczął w klubie Újpest FC. W 1994 roku awansował do kadry pierwszej drużyny i w sezonie 1994/1995 zadebiutował w jego barwach w pierwszej lidze węgierskiej. Wraz z Újpestem dwukrotnie wywalczył mistrzostwo kraju w latach 1995 i 1997.
Na początku 1998 roku Szűcs odszedł z Újpestu do niemieckiego 1. FC Kaiserslautern. W niemieckiej Bundeslidze zadebiutował 27 lutego 1998 roku w zremisowanym 0:0 domowym meczu z Karlsruher SC. Wiosną 1998 roku wywalczył z Kaiserslautern mistrzostwo Niemiec. W zespole rozegrał łącznie 3 mecze i był rezerwowym dla Andreasa Reinke.
W 1999 roku Szűcs wrócił na Węgry i został bramkarzem Ferencvárosi TC. W zespole tym występował do końca 2005 roku. W 2001 i 2004 roku wywalczył mistrzostwo Węgier. Zdobył też Puchar Węgier (2003, 2004) i Superpuchar Węgier. W Ferencvárosi TC rozegrał 200 spotkań i strzelił 4 gole.
Na początku 2006 roku Szűcs odszedł do Lombardu Pápa. W sezonie 2005/2006 spadł z nim do drugiej ligi węgierskiej, a w 2009 roku powrócił z Lombardem do Ekstraklasy.
| Sezon   | Klub                 | Kraj   | Rozgrywki  | Mecze | Bramki |
| ------- | -------------------- | ------ | ---------- | ----- | ------ |
| 1994/95 | Újpest FC            | Węgry  | NB I       | 12    | 0      |
| 1995/96 | Újpest FC            | Węgry  | NB I       | 30    | 0      |
| 1996/97 | Újpest FC            | Węgry  | NB I       | 34    | 1      |
| 1997/98 | Újpest FC            | Węgry  | NB I       | 17    | 0      |
| 1997/98 | 1. FC Kaiserslautern | Niemcy | Bundesliga | 3     | 0      |
| 1998/99 | 1. FC Kaiserslautern | Niemcy | Bundesliga | 0     | 0      |
| 1999/00 | Ferencvárosi TC      | Węgry  | NB I       | 32    | 0      |
| 2000/01 | Ferencvárosi TC      | Węgry  | NB I       | 23    | 0      |
| 2001/02 | Ferencvárosi TC      | Węgry  | NB I       | 37    | 1      |
| 2002/03 | Ferencvárosi TC      | Węgry  | NB I       | 31    | 0      |
| 2003/04 | Ferencvárosi TC      | Węgry  | NB I       | 32    | 0      |
| 2004/05 | Ferencvárosi TC      | Węgry  | NB I       | 30    | 3      |
| 2005/06 | Ferencvárosi TC      | Węgry  | NB I       | 15    | 0      |
| 2005/06 | Lombard Pápa         | Węgry  | NB I       | 15    | 0      |
| 2006/07 | Lombard Pápa         | Węgry  | NB II      | 21    | 0      |
| 2007/08 | Lombard Pápa         | Węgry  | NB II      | 28    | 0      |
| 2008/09 | Lombard Pápa         | Węgry  | NB II      | 29    | 0      |
| 2009/10 | Lombard Pápa         | Węgry  | NB I       | 30    | 0      |
| 2010/11 | Lombard Pápa         | Węgry  | NB I       | 30    | 0      |
| 2011/12 | Lombard Pápa         | Węgry  | NB I       | 30    | 0      |
| 2012/13 | Lombard Pápa         | Węgry  | NB I       | 17    | 0      |

## Kariera reprezentacyjna
W reprezentacji Węgier Szűcs zadebiutował 27 marca 2002 roku w wygranym 2:0 towarzyskim meczu z Mołdawią. W kadrze narodowej od 2002 do 2005 roku rozegrał trzy mecze. Wcześniej, w 1996 roku, zagrał na Igrzyskach Olimpijskich w Atlancie.